# Górki-Leśniczówka
Górki-Leśniczówka – osada leśna w Polsce położona w województwie mazowieckim, w powiecie łosickim, w gminie Platerów.
W latach 1975–1998 miejscowość należała administracyjnie do województwa bialskopodlaskiego.